# Erwin Finlay-Freundlich

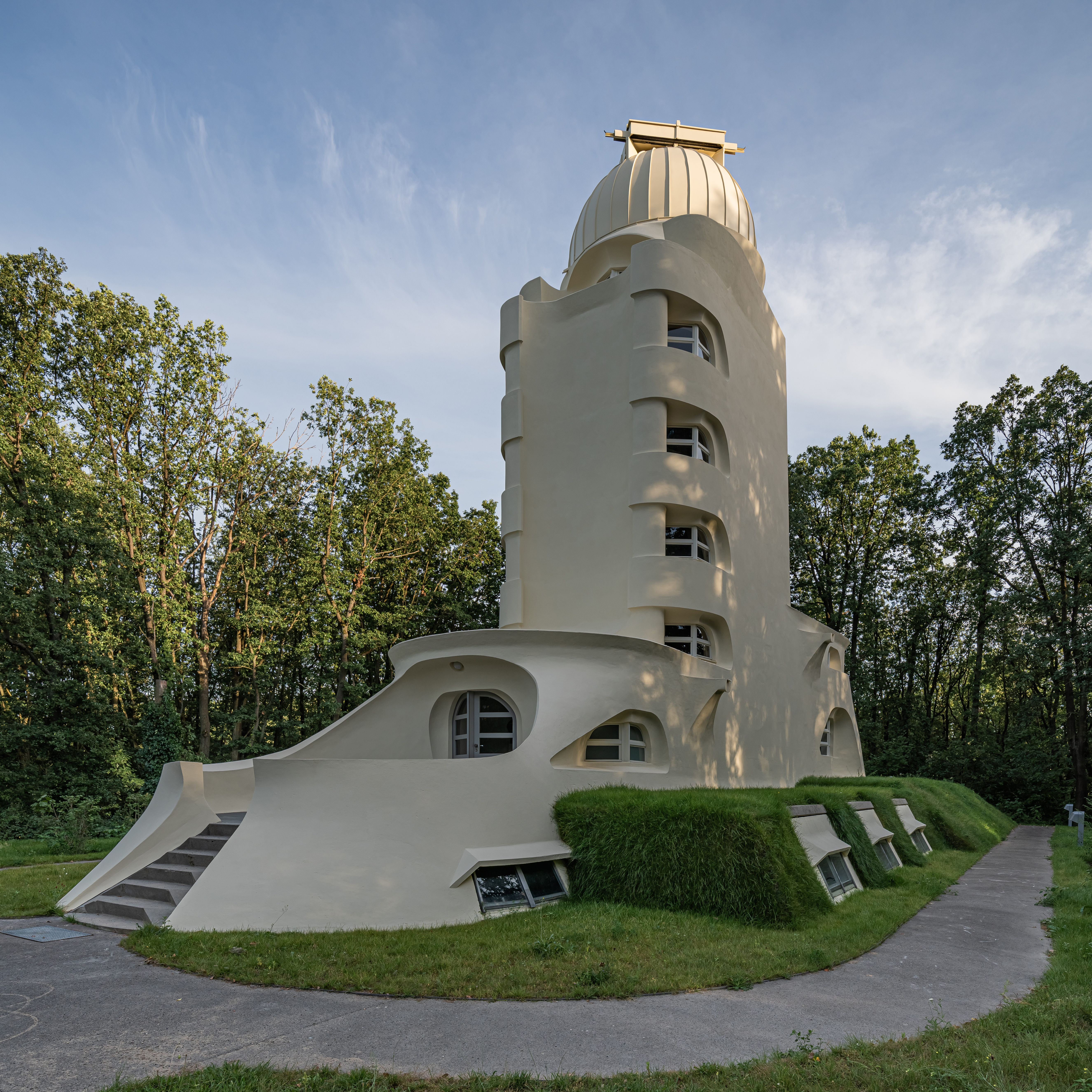
Torre Einstein en Potsdam

Erwin Finlay-Freundlich (29 de mayo de 1885 - 24 de julio de 1964) fue un astrónomo, matemático y físico alemán, discípulo de Felix Klein. Trabajó en asociación con Albert Einstein e introdujo experimentos que sirvieron para comprobar la teoría general de la relatividad mediante observaciones basadas en el desplazamiento al rojo gravitacional.

## Semblanza
Freundlich nació en Biebrich, Alemania, hijo de un empresario alemán y de madre inglesa. A los 18 años de edad, en 1903, terminó su educación secundaria y comenzó a trabajar en los astilleros de Stettin. Su objetivo en esa etapa de su vida no estaba relacionado con la investigación científica sino que pensaba seguir estudios navales. Ingresó en la Technische Hochschule de Charlottenburg y comenzó un curso de arquitectura naval pero tuvo que abandonar sus estudios por un problema cardíaco. Cuando se recuperó, decidió no continuar sus estudios navales y entró en la universidad de Göttingen para estudiar matemáticas, física y astronomía.
Después de finalizar su tesis con Felix Klein en la Universidad de Göttingen en 1910, llegó a ser asistente en el Observatorio de Berlín, donde trabajó en asociación con Einstein. Para conseguir la comprobación experimental de su teoría, Einstein precisaba la ayuda especializada de un astrónomo, y la encontró en Freundlich. Durante la expedición para estudiar el eclipse solar de 1914 para verificar la relatividad general, estalló la Primera Guerra Mundial y fue internado en un campamento de prisioneros en Rusia. Después de la guerra, se ocupó de la construcción de un observatorio solar en Potsdam, el Einsteinturm o torre Einstein, y fue director del Instituto Einstein. En 1933, abandonó Alemania y fue nombrado profesor en la Universidad de Estambul, que fue reformada por Kemal Atatürk con la ayuda de muchos académicos alemanes. Su nombramiento en la Universidad Carolina de Praga terminó con el inicio de la ocupación alemana. Por recomendación de Arthur Stanley Eddington se trasladó a la Universidad de Saint Andrews en Escocia. Desde 1951 a 1959 trabajó como profesor John Napier de Astronomía. Tras su jubilación, retornó a su ciudad natal de Wiesbaden y fue nombrado profesor en la Universidad de Maguncia. Freundlich murió en Wiesbaden, Alemania.
Freundlich investigó la desviación de los rayos de luz al pasar próximos al Sol. Propuso un experimento, durante un eclipse, para verificar la validez de la teoría general de la relatividad de Einstein.El trabajo de Freundlich habría demostrado la incorrección de las teorías de Newton. Condujo pruebas no concluyentes sobre la predicción de la teoría de la gravitación de Einstein - desplazamiento al rojo inducido de las líneas espectrales del Sol, usando los observatorios solares que había construido en Potsdam y Estambul.
En 1953 propuso junto a Max Born una explicación alternativa a los desplazamientos al rojo observados en las galaxias mediante un modelo de la luz cansada.

## Publicaciones
- Erwin Freundlich, Albert Einstein, José María Plans y Freyre. Los fundamentos de la teoría de la gravitación de Einstein. Editorial Calpe. 1920.
- Erwin Freundlich, Henry Herman Leopold Adolf Brose. The foundations of Einstein's theory of gravitation. Editor E.P. Dutton, 1919.
- Erwin Freundlich: Die Grundlagen der Einsteinschen Gravitationstheorie. Mit e. Vorw. von Albert Einstein. - Berlín : Springer, 1916. - 64 S. ; 8
- Erwin Finlay-Freundlich Über die Rotverschiebung der Spektrallinien und ax Born: Theoretische Bemerkungen zu Freundlichs Formel für die stellare Rotverschiebung - Göttingen : Vandenhoeck & Ruprecht, 1953. - S. 96 - 108 ; 4; (Nachrichten der Akademie der Wissenschaften in Göttingen ; Jg. 1953, Nr. 7)
- Erwin Freundlich. Celestial mechanics. Pergamon Press, 1958

## Eponimia
- El cráter lunar Freundlich lleva este nombre en su memoria.
- El asteroide (9873) Freundlich lleva este nombre en su memoria.[4]

## Enlaces y recursos externos
- Wikisource contiene obras originales de o sobre Erwin Finlay-Freundlich.
- Wikiquote alberga frases célebres de o sobre Erwin Finlay-Freundlich.
- O'Connor, John J.; Robertson, Edmund F., «Erwin Finlay-Freundlich» (en inglés), MacTutor History of Mathematics archive, Universidad de Saint Andrews, https://mathshistory.st-andrews.ac.uk/Biographies/Freundlich/.
- Para una discusión más amplia del exilio de E. Finlay Freundlich en Turquía y su saga al retornar a Alemania, ver Turker's Modernization: Refugees from Nazism and Atatürk's Vision por Arnold Reisman.

- Datos: Q69275
- Multimedia: Erwin Freundlich / Q69275
- Citas célebres: Erwin Finlay-Freundlich
- Textos: Autor:Erwin Finlay-Freundlich